# Isaac M. Burgan
Isaac M. Burgan (1848-1931) fue un educador y ministro cristiano estadounidense.

## Biografía
Nació en el condado de McDowell, Carolina del Norte. Esclavizado hasta el final de la guerra de Secesión (1861-1865), Burgan aprendió a leer repasando las tareas escolares de los niños blancos en la granja. Se le consideraba inteligente para ser un buen esclavo, pero su dueño valoraba su inteligencia y se negó a venderlo cuando era niño. Sin embargo, la relación entre amo y esclavo no siempre fue positiva. Cuando azotaban a su madre, Burgan golpeó al hombre que maltrataba a Sylva con un atizador, deteniendo los azotes. Huyó, pero al regresar fue castigado. Posteriormente fue contratado y finalmente consiguió trabajo en Tennessee, donde comenzó a asistir a la escuela cuando tenía tiempo libre.
En diciembre de 1869 se mudó a Bowling Green, Kentucky, para asistir a la escuela. El verano siguiente comenzó a trabajar en Livermore, Kentucky. En octubre de 1870 se trasladó a Evansville, Indiana, donde asistió a clases impartidas por el reverendo James Matthew Townsend. En otoño de 1873 se matriculó en la escuela normal estatal en Terre Haute, y trabajó como cocinero y amo de llaves para pagar su alojamiento. En 1874 fue nombrado asistente de correos por J. H. Walker, lo que ayudó a costear sus estudios. En otoño de 1875 comenzó a enseñar en las cercanías de Lost Creek y poco después se graduó del State Normal School. En 1877 empezó a predicar en Lost Creek, y en septiembre de 1878 se matriculó en la Universidad de Wilberforce para estudiar para el ministerio, donde recibió una beca en sus dos últimos años. Durante su estancia en Wilberforce ejerció como pastor en Maysville, Harveysburg y Troy, Ohio. Se graduó como mejor alumno de su clase y fue editor en jefe del periódico universitario. Posteriormente recibió un doctorado en jurisprudencia del Philander Smith College en Little Rock, Arkansas y un doctorado en derecho de Wilberforce.
El 27 de septiembre de 1883 se mudó a Waco, Texas, donde fue nombrado director del Paul Quinn College. Su primer mandato como rector del Paul Quinn College fue de 1883 a 1891; volvió a ejercer el cargo entre 1911 a 1914. Durante su primera etapa promovió la expansión de la universidad, construyendo nuevos edificios pese a recibir un salario muy bajo. En 1884 fue ordenado presbítero en la Conferencia del Oeste de Texas de la iglesia Episcopal Metodista Africana. Continuó enseñando en Paul Quinn, aunque no llegó a ejercer como rector hasta la década de 1920. También fue editor del Paul Quinn Weekly, dirigido a la comunidad afroamericana de Waco. Fue uno de los tres expresidentes que participó en la celebración del quincuagésimo aniversario de la escuela en julio de 1931.